# نیکلاس بونفانتی
نیکلاس بونفانتی (انگلیسی: Nicholas Bonfanti؛ زادهٔ ۲۸ مارس ۲۰۰۲) بازیکن فوتبال اهل ایتالیا است.
وی همچنین در تیم‌های ملی فوتبال زیر ۱۷ سال ایتالیا و زیر ۱۸ سال ایتالیا بازی کرده‌است.